# Eleocharis yokoscensis
Eleocharis yokoscensis är en halvgräsart som först beskrevs av Adrien René Franchet och Paul Amédée Ludovic Savatier, och fick sitt nu gällande namn av Tang och Fa Tsuan Wang. Eleocharis yokoscensis ingår i släktet småsäv, och familjen halvgräs. Inga underarter finns listade i Catalogue of Life.